# Stadsprijs Geraardsbergen 1947
De 16e editie van de Belgische wielerwedstrijd Stadsprijs Geraardsbergen werd verreden op 27 augustus 1947. De start en finish vonden plaats in Geraardsbergen. De winnaar was Michel Remue, gevolgd door Marcel Boumon en Jérôme Dufromont.

## Uitslag
| Stadsprijs Geraardsbergen 1947 |                  |                       |      |
| Plaats                         | Naam             | Ploeg                 | Tijd |
| Winnaar                        | Michel Remue     | Groene Leeuw          |      |
| 2                              | Marcel Boumon    | individueel           |      |
| 3                              | Jérôme Dufromont | Mercier-M. Archambaud |      |

1912 · 1913 · 1914–1926 · 1927 · 1928–1932 · 1933 · 1934 · 1935 · 1936 · 1937 · 1938 · 1939 · 1940 · 1941 · 1942 · 1943 · 1944 · 1945 · 1946 · 1947 · 1948 · 1949 · 1950 · 1951 · 1952 · 1953 · 1954 · 1955 · 1956 · 1957 · 1958 · 1959 · 1960 · 1961 · 1962 · 1963 · 1964 · 1965 · 1966 · 1967 · 1968 · 1969 · 1970 · 1971 · 1972 · 1973 · 1974 · 1975 · 1976 · 1977 · 1978 · 1979 · 1980 · 1981 · 1982 · 1983 · 1984 · 1985 · 1986 · 1987 · 1988 · 1989 · 1990 · 1991 · 1992 · 1993 · 1994 · 1995 · 1996 · 1997 · 1998 · 1999 · 2000 · 2001 · 2002 · 2003 · 2004 · 2005 · 2006 · 2007 · 2008 · 2009 · 2010 · 2011 · 2012 · 2013 · 2014 · 2015 · 2016 · 2017 · 2018 · 2019 · 2020 · 2021 · 2022